# Croton vatomandrensis
Croton vatomandrensis är en törelväxtart som beskrevs av Jacques Désiré Leandri. Croton vatomandrensis ingår i släktet Croton och familjen törelväxter. Inga underarter finns listade i Catalogue of Life.